# Melchor de Bueras
 Melchor de Bueras, (San Mamés de Aras, Cantabria, p. m. siglo XVII - Madrid, 1692) fue un arquitecto español de finales del siglo XVII.
Es conocido por haber diseñado y construido una de las puertas monumentales que fueron encargadas para conmemorar la entrada en la Corte de la reina María Luisa de Orleáns, la segunda esposa de Carlos II, y que también serviría de cierre al Real Sitio del Buen Retiro. Se conserva actualmente en el mismo Parque del Retiro, bajo el nombre de Puerta de Felipe IV, aunque no se halla en su antiguo emplazamiento. 
Tuvo a su cargo diversas obras arquitectónicas durante el reinado de Carlos II. Realizó varias casas-palacio para la nobleza madrileña, y el hoy desaparecido claustro del Convento dominico de Santo Tomás de Aquino en Madrid, una de sus obras más destacadas .
Murió el 3 de julio de 1692 y fue enterrado, según su deseo, en el Colegio Imperial de la capital.

## Obras
- Continuación de las obras de Colegiata de San Isidro, y claustro del Colegio Imperial, en Madrid.
- Iglesia de san Bernardo en Oropesa (provincia de Toledo).
- Claustro del convento de Santo Tomás de Aquino, en Madrid.
- Puerta de María Luisa de Orleáns, llamada actualmente de Felipe IV, en los Jardines del Buen Retiro.
- Obras de la iglesia del Convento del Carmen en Soria.